# Triallylcyanuraat
Triallylcyanuraat  is een onverzadigde, drievoudige triazine-ester van cyanuurzuur.
De stof is bij kamertemperatuur vast, maar het smeltpunt ligt net erboven, bij ongeveer 27°C. Ongezuiverd product kan bij kamertemperatuur vloeibaar zijn. Bij verhitting tot 150°C ontleedt het, waarbij een giftige damp van waterstofcyanide ontstaat. De stof kan spontaan polymeriseren en mag enkel opgeslagen worden als er een stabilisator (hydrochinon) aan toegevoegd is.

## Synthese
Triallylcyanuraat wordt bereid door de reactie van cyanuurchloride met allylalcohol in een molverhouding van 1 op 3, en in aanwezigheid van natriumhydroxide. In de reactie worden de chlooratomen in cyanuurchloride vervangen door allylgroepen, en worden natriumchloride en water als nevenproducten gevormd. De reactie kan gebeuren in een inert organisch oplosmiddel, maar allylalcohol kan zelf als oplosmiddel fungeren.

## Toepassingen
Triallylcyanuraat wordt hoofdzakelijk gebruikt als crosslinker in onverzadigde kunstharsen of als co-monomeer voor andere polymeren.
Met behulp van een Claisen-omlegging kan triallylcyanuraat omgezet worden in triallylisocyanuraat.